# Ørestad Avis
Ørestad Avis er en gratis lokalavis, der omdeles i Ørestad og nabo-områder på Vestamager og udkommer cirka hver måned. Oplaget er på 8.000 (pr. 2022), og vil stige efterhånden som tilflytningen til Ørestad fortsætter.
Avisen udkom for første gang lørdag den 14. oktober 2006 og havde dengang et oplag på 7.350 og udkom to gange i henholdsvis oktober og november før avisen begyndte at blive husstandsomdelt hver anden uge. Ansvarshavende redaktør, Lars Greir. Avisen flyttede i 2008 fra sit kontor i den gamle del af Københavns Universitet Amager (KUA) på Njalsgade 88, som i dag består af et fællesskab for nye virksomheder indenfor IT og medier, kaldet 5teuniT. Den er nu hjemmehørende i HUBSPACE på Arne Jacobsens Allé 15,1. Trods annoncekrise og svigtende tilflytning til Ørestad fortsætter avisen ufortrødent med at udkomme. I 2021 blev der indført abonnement på onlinemediet orestad-avis.dk.
I december 2011 modtog Ørestad Avis og redaktør Lars Greir prisen "Skulderklappet" fra Amager Vest Lokaludvalg. Prisen gives til en forening, organisation, virksomhed eller privatperson som har ydet et særligt arbejde for lokalsamfundet i Amager Vest. Ørestad Avis delte prisen med projekt Bybi på Sundholm.
Ørestad Avis blev i 2012 vist frem på Folketingets talerstol under debatten om en ny reklameafgift for annoncetryksager. Mindre lokalaviser og andre blade med almennyttigt indhold rammes nemlig også af reklameafgiften, hvis de udkommer under 20 gange om året. Det var MF Jan E. Jørgensen (V), som benyttede Ørestad Avis som et eksempel på, at afgiften efter Venstres mening rammer forkert.

## Ekstern henvisning
- Ørestad Avis' officielle hjemmeside Arkiveret 15. juni 2007 hos  Wayback Machine